# Русско-литовская война (1500—1503)
Русско-литовская война 1500—1503 — война между Русским государством и Великим княжеством Литовским, вызванная переходом ряда удельных литовско-русских князей на службу к государю Ивану Великому. Являлась второй из русско-литовских войн, которые велись в XV—XVI веках за западнорусские земли. Как союзник Русского государства выступило Крымское ханство, тогда как на стороне Литвы выступила Ливонская конфедерация, начавшая русско-ливонскую войну 1501—1503 годов. Война закончилась победой Русского государства и подписанием Благовещенского перемирия, по которому Москве отошли около трети всех литовских территорий.

## Предыстория
Укрепление международного положения Русского государства в 80-х годах XV века привело к тому, что князья спорных Верховских княжеств начали массово переходить на службу к великому князю Московскому. Попытка Великого княжества Литовского воспрепятствовать этому окончилась неудачей, и в результате русско-литовской войны 1487—1494 годов большинство Верховских княжеств оказались в составе Русского государства.
После этого власти Великого княжества Литовского начали укреплять свою восточную границу. Был образован отдельный военный округ во главе со смоленским наместником. Все пограничные княжества и земли были подчинены в военно-административном отношении Смоленску. Владения Воротынских стали использоваться в качестве заслона, были учреждены наместничества во многих владениях верховских князей, наместники имели при себе гарнизоны для обороны и удержания в повиновении верховских князей. Великий князь литовский Александр Ягеллончик сохранил в некоторой степени самостоятельные территориальные образования рядом с восточной границей с целью использования их как буферных земель. Слабой стороной обороны Великого княжества Литовского было то, что пограничные князья имели привилегии, позволяющие им отказаться служить великому князю литовскому и перейти на службу к другому правителю. Позднее некоторые князья стали переходить на службу к Государю и Великому князю всея Руси Ивану III, а также оказывать давление на своих родственников и, бывало, занимать их и чужие владения.

Литовский историк Эдвардас Гудавичюс следующим образом описал международное положение Великого княжества Литовского накануне войны, а также подготовку сторон к данной войне:
При посредничестве России, подстрекаемый Иоанном III Менгли-Гирей в 1499 г. потребовал передать ему Киев, Канев, Черкассы, Путивль и выплачивать дань за управление 13 городами (включая поименованные). Хан в свою очередь пообещал переуступить Иоанну III Киев и Черкассы. В 1498 г. «московитяне» [русские] перешли границу и разорили Рогачевскую, Мценскую и Лучинскую области. В июле того же года великий князь Московский уже в открытую грозил войной литовскому послу Станиславу Кишке. В августе 1499 г. Глебович и Сапега, сулившие за гарантии безопасности Киева признать Иоанна III государем всея Руси, получили отрицательный ответ. Видя, к чему всё клонится, Александр II ещё в 1498 г. предложил Ливонскому ордену заключить военный союз против России. Тем временем русские все более активизировались. Агенты Иоанна III в 1499 г. объявились в верховьях Оки с призывами принять его подданство. Князь Семен Можайский (он получил от Александра Карачев, Хотимль и Чернигов) схватил смутьянов и отправил их в Вильнюс. В руки Александра II попало подстрекательское письмо Иоанна III Менгли-Гирею. Согласовав договор о взаимопомощи, Литва и Польша в 1499 г. оказались перед лицом большой войны со своими опаснейшими соседями.
Следующий этап русско-литовского противостояния за «украинные» земли начался в 1500 году, когда на службу к Ивану III перешёл князь Семён Иванович Бельский, с которым к Русскому государству переходили и его владения — город Белая к юго-западу от Твери. Причиной своего «отъезда» Семён Иванович назвал потерю великокняжеской милости и «ласки», а также стремление великого князя литовского Александра перевести его в «римский закон», чего не было при предыдущих великих князьях. Александр отправил в Москву послов с протестом, категорически отвергнув обвинения в понукании к переходу в католичество и называя князя Бельского «здрадцей», то есть изменником. По мнению некоторых историков, действительной причиной перехода Семёна Ивановича на московскую службу были религиозные гонения, тогда как, по мнению других, религиозный фактор был использован Иваном III лишь как предлог. Прибывшим в Москву литовским послам Иван III не только подтвердил факт «отъезда» Бельского, но и заявил о переходе к нему на службу с вотчинами князей Мосальских и их родственников князей Хотетовских, также аргументируя это религиозным гнётом. Этому заявлению противоречат литовские посольские книги, в которых сообщается, что в феврале 1500 года «люди» Ивана III силой захватили Мосальск. Кроме того, известно, что на московскую службу могла перейти только часть Мосальских, так как другие из них, имевшие владения не в Смоленском повете, встречаются в документах и более позднего времени всё ещё как состоящие на литовской службе.
Сразу вслед за этим в том же апреле от князей Семёна Ивановича Стародубского-Можайского и Василия Ивановича Шемячича Новгород-Северского пришло известие о желании перейти на службу к Ивану III со всеми своими владениями, составлявшими значительные территории в восточной части Великого княжества Литовского с городами Новгород-Северский, Радогощ, Стародуб, Чернигов, Карачев и Хотимль. Помимо этого, князья, которые собирались перейти на службу к Ивану III, захватили города Рыльск и Гомель. Иван III решил, не дожидаясь похода литовских войск против перебежчиков, в мае 1500 года открыть боевые действия.

## Ход войны

### Кампания 1500 года
По замыслу Ивана III русские войска должны были действовать на трёх направлениях: северо-западном (на Торопец и Белую), западном (Дорогобуж и Смоленск) и юго-западном (Стародуб, Новгород-Северский и другие города северского края). Приоритетным представлялось именно последнее направление, поскольку велика была вероятность, что Литовское княжество успеет принудить северских князей-перебежчиков к подчинению до подхода русской рати. К весне 1500 года войска первой очереди Русского государства были сосредоточены в Москве и Великих Луках. Кроме того под Тверью стояла резервная рать, готовая вступить в войну на направлении наибольшего сопротивления литовцев.
На юго-западном направлении выступившие из Москвы в начале мая русские войска под командованием воеводы Якова Захарьича Кошкина овладели Брянском, Мценском и Серпейском, князья которых перешли на сторону Ивана III. Сдались города Гомель, Чернигов, Почеп, Рыльск и другие. На сторону Русского государства перешли князья Трубецкие и Мосальские. Князья С. И. Стародубский и В. И. Шемячич были приведены к присяге Ивану III.
На западном направлении войска под командованием воеводы Юрия Захарьича Кошкина и бывшего царя казанского Мухаммед-Амина взяли Дорогобуж. Великим князем Литовским через Смоленск к Дорогобужу была послана армия во главе с гетманом Константином Острожским. Сюда же через Вязьму двигалась резервная тверская рать Русского государства, возглавляемая воеводой Даниилом Васильевичем Щеня-Патрикеевым, а с юго-востока подходили отряды князей-перебежчиков Семена Ивановича Стародубского и Василия Ивановичя Шемячича Новгород-Северского.
14 июля 1500 года в битве на Ведроше (в нескольких километрах от Дорогобужа) русские войска нанесли сокрушительное поражение литовцам, потерявшим около 8 тысяч человек убитыми и многих, в том числе князя К. И. Острожского, пленными.
После поражения на Ведроше литовцы не проявляли уже заметной стратегической инициативы, ограничившись организацией обороны основных городов и крепостей. Русские же продолжили одерживать победы: на юго-западном направлении 6 августа Я. З. Кошкин взял Путивль, а выдвинувшаяся из Великих Лук северо-западная рать Андрея Фёдоровича Челяднина 9 августа взяла Торопец, а затем Белую. В это же время союзник Русского государства крымский хан Менгли I Гирей совершил рейд по югу Литовского княжества, его сыновья взяли и выжгли Хмельник, Кременец, Брест, Владимир, Луцк, Бряславль и вывели оттуда множество пленников.
В конце года Иван III планировал развить уже достигнутые успехи и совершить зимний поход на Смоленск, однако суровая зима 1500—1501 гг. не позволила совершить задуманное.

### Кампания 1501 года

#### Ситуация к концу лета 1501 года

Ливонский орден в первой половине XVI века

Первые месяцы 1501 года прошли достаточно спокойно. Однако летом в ливонском Дерпте были арестованы 150 псковских купцов, якобы в связи с кражей. Истинная же причина таких широких репрессий заключалась в решении Ливонии совместно с ВКЛ в скором времени начать боевые действия против Русского государства. Совместный поход Ливонии и Литвы был запланирован на 25 июля. Целью их похода, вероятно, должен был стать Псков. Однако в связи с внутренними политическими событиями в ВКЛ и Польше — смертью польского короля Яна Ольбрахта и претензиями великого князя Александра Ягеллона на польский трон — выступление в поход литовцев было отложено до 28 августа. Тем не менее середина лета отмечена серией стычек на границе Ливонии и Русским государством. Видя угрозу на северо-западном направлении, Иван III отправил в Псков московский отряд под руководством князей Василия Васильевича Шуйского и Даниила Александровича Пенько, который прибыл в город 1 августа. Несмотря ни на что Иван III старался избежать войны, и московская рать во Пскове длительное время стояла в бездействии. Русские силы начали выдвигаться к ливонской границе только 22 августа.

#### Боевые действия

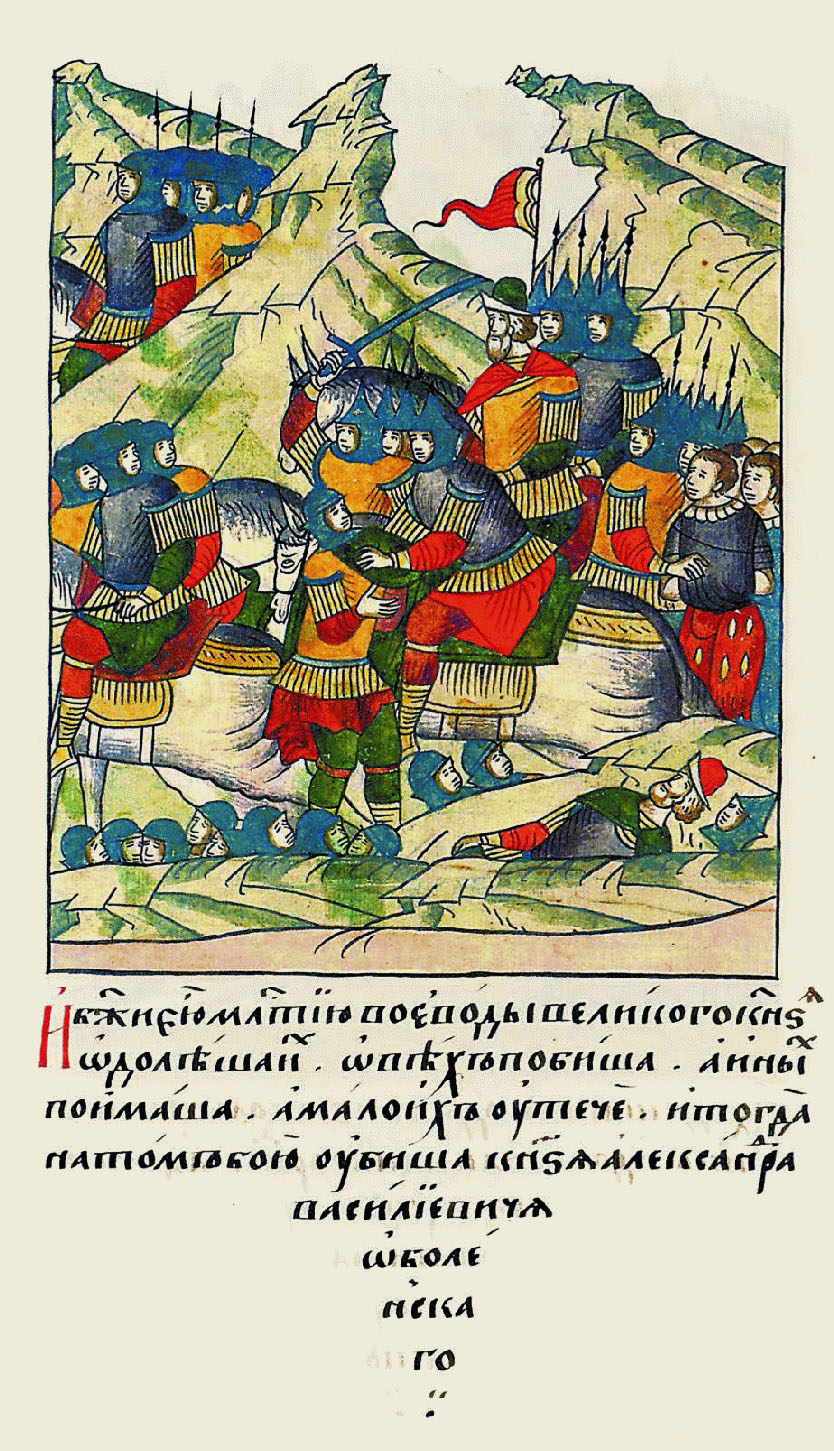
Битва под Гельмедом, источник Лицевой летописный свод XVI века. Русская летописная история. Книга 22. 1553—1557 гг. Синодальный том, стр. 259

26 августа ливонское войско во главе с магистром Плеттенбергом перешло границу Руси возле города Остров для того, чтобы на русской территории соединиться с союзным литовским войском. Но уже 27 августа отряд Плеттенберга сошёлся с русским войском в битве на реке Серице, где ливонцы одержали убедительную победу и полностью завладели инициативой.
После победы на Серице войско Плеттенберга безуспешно пыталось взять Изборск и Красный Городок, а затем занять броды через реку Великую. Отбитые псковичами у бродов ливонцы повернули на юг и 7 сентября взяли город Остров. Вспыхнувшая вслед за этим в ливонской армии эпидемия вынудила Плеттенберга вернуться в Ливонию. Другой причиной ухода было то, что войско ВКЛ так и не прибыло на помощь. 14 сентября Плеттенберг был уже в Ливонии. Небольшой отряд литовцев пришёл в псковскую землю уже после отхода ливонской армии и, безуспешно попытавшись взять крепость Опочку, также отступил.
Осенью русские войска перешли в наступление как на земли Ливонской конфедерации, так и на ВКЛ, одержав ряд побед (Д. В. Щеня опустошил Северо-Восточную Лифляндию и значительную часть Эстляндии, русские нанесли немцам поражение у замка Гельмед, литовцам у Мстиславля, хотя сам город взять не удалось). Нападение войск Большой Орды на северские земли заставило Ивана III перебросить туда русские войска с севера. Объединёнными усилиями русских войск и союзных войск крымского ханства нападение было отбито.

### Кампания 1502 года
Предприняв повторный поход на Русь, 1502 года войска рыцарей Ливонской конфедерации безуспешно пытались овладеть Изборском, а затем осадили Псков, но безуспешно. Узнав о приближении великокняжеских войск, Плеттенберг отступил в сторону Ливонии. Между его войском и догнавшим его русским (великокняжеским и псковким) войском произошла битва у озера Смолина, в которой обе стороны понесли крупные потери. Плеттенберг продолжил отступать и вернулся в Ливонию.
На литовском направлении русские войска осадили Смоленск и Оршу, обороной которых руководил литовский магнат Станислав Кишка, однако приближение крупного литовского войска заставило сына Ивана III Дмитрия Жилку отвести русские отряды. После этого русские произвели ряд опустошительных рейдов вглубь ВКЛ (крымское войско Менгли I Гирея в 90 тысяч человек совершило набег на ВКЛ и Польшу и все опустошило в районах Луцка, Турова, Львова, Бряслава, Люблина, Вишнецка, Бельза, Кракова), постепенно его обескровливая. Это заставило литовского князя Александра направить свои усилия на подписание мирного договора.

## Перемирие
25 марта 1503 года было подписано Благовещенское перемирие сроком на шесть лет. По нему Русское государство получило огромную территорию, охватывающую верховья Оки и Днепра с 19 порубежными городами, в том числе Черниговом, Гомелем, Новгород-Северским и Брянском. Великое княжество Литовское лишилось 70 волостей, 22 городищ и 13 сёл — около трети своей территории. 2 апреля 1503 года было подписано перемирие с Ливонской конфедерацией, обеспечившее безопасность русско-ливонских границ вплоть до Ливонской войны.